# Hylaeus euryscapus
Hylaeus euryscapus är en biart som beskrevs av Förster 1871. Hylaeus euryscapus ingår i släktet citronbin, och familjen korttungebin. Inga underarter finns listade i Catalogue of Life.